# Slettefjellet
Slettefjellet (norwegisch für Glatter Berg) ist ein Berg am nordöstlichen Ende des Mühlig-Hofmann-Gebirges im ostantarktischen Königin-Maud-Land. Er ragt 1,5 km nördlich der Geßnerspitze auf.
Norwegische Kartographen, die ihn auch deskriptiv benannten, kartierten ihn anhand von Vermessungen und Luftaufnahmen der Dritten Norwegischen Antarktisexpedition (1956–1960).